# Mastigolejeunea virens
Mastigolejeunea virens là một loài Rêu trong họ Lejeuneaceae. Loài này được (Ångström) Stephani mô tả khoa học đầu tiên năm 1912.